# هامار
هامار (به لاتین: Hamar) یک منطقهٔ مسکونی در نروژ است که در هدمارک واقع شده‌است.

## خصوصیات
هامار ۳۵۰٫۹۴ کیلومترمربع مساحت و ۲۹٬۳۳۱ نفر جمعیت دارد و ۱۳۴ متر بالاتر از سطح دریا واقع شده‌است.